# Phytosphäre
Die Phytosphäre bezeichnet die Gesamtheit des pflanzlichen Lebens auf dem Planeten Erde. Neben der Zoosphäre bildet die Phytosphäre einen der beiden makroskopisch sichtbaren Bestandteile der globalen Biozönose – also der Biosphäre in ihrer Begriffsbedeutung nach Pierre Teilhard de Chardin.
Der Begriff wurde zweimal bis dreimal unabhängig voneinander geprägt in den Jahren 1912/1913 und 1938. Allerdings unterschieden sich die drei Begriffsprägungen inhaltlich höchstens unwesentlich. Für die Geschichte der dritten Begriffsprägung von 1938 siehe Geschichte des Begriffs Aquasphäre.